# Pellia
Pellia là một chi rêu trong họ Pelliaceae.